# NGC 5494
NGC 5494 је спирална галаксија у сазвежђу Кентаур која се налази на NGC листи објеката дубоког неба.
Деклинација објекта је - 30° 38' 41" а ректасцензија 14h 12m 23,7s. Привидна величина (магнитуда) објекта NGC 5494 износи 12,0 а фотографска магнитуда 12,7. Налази се на удаљености од 49,4000 милиона парсека од Сунца. NGC 5494 је још познат и под ознакама ESO 446-25, MCG -5-34-1, IRAS 14094-3024, PGC 50732.